# Liepāja (jezero)
Liepājas (let.: Liepājas ezers) je jezero lagunskoga tipa na jugozapadu Latvije u Kurlandiji.
Jezero je smješteno istočno od grada Liepāje, a od Baltičkoga mora dijeli ga pješčani sprud.

## Karakteristike
Liepājas je šesto po veličini jezero u Latviji, površine od 37,15 km², dugačko je 15 km u smjeru sjever-jug i široko do 3,5 km. Najveća mu je dubina 3 metra, a prosječna 2 m.
Na jezeru postoji 13 otoka površine 36 hektara, a najveći su Attekas, Zirgu, Pērkona, Putnu i Cionas.
Obale obrasle trskom duge su 44,6 km, a dno je pokriveno slojem mulja debelim od 0,4 - 1 m.
Vodu mu donose rijeke Bartuva, Ålande i potoci; Orbupe, Dorupe, Līčupe i Otanke, a u more otiče Liepajskim kanalom.
Sve do 17. stoljeće vode su mu otjecale tjesnacem Pērkone, kojega je pijesak zatrpao, pa je tijekom 18. stoljeće prokopan kanal kod Liepāje koji služi i kao luka.
Jezero i okolne livade uvršteni su u Rezervat prirode Liepājas Ezers i zaštićeno područje Natura 2000 zbog 87 vrsta zaštićenih ptica.
Liepāja je i popularno mjesto za ribolov i rekreacijske aktivnosti građana Liepāje. Gotovo iz samog središta grada do jezera vodi 1 km duga promenada. 
Ljeti se na plutajućoj pozornici održavaju koncerti.